# Stazione di Annecy
La stazione di Annecy (in francese gare d'Annecy) è la principale stazione ferroviaria della città francese di Annecy, nel dipartimento dell'Alta Savoia.

## Storia
Il 5 luglio 1866, la linea tra Aix-les-Bains e Annecy fu messa in servizio dalla Compagnie des chemins de fer de Paris à Lyon et à la Méditerranée (PLM).
Il 10 luglio 1883, la PLM aprì la linea Annemasse - La Roche-sur-Foron. Il 5 giugno 1884, la PLM aprì segmento tra Annecy - La Roche-sur-Foron.
Il 25 agosto 1981 è stata aperta la nuova stazione mista, inaugurata il 28 maggio.